# Andre Danguillaume
Andre Danguillaume (* 29. November 1920 in Bry-sur-Marne; † 24. April 2004 in Saint-Avertin) war ein französischer Radrennfahrer.

## Sportliche Laufbahn
Von 1943 bis 1954 war er als zunächst als Unabhängiger, später als Berufsfahrer aktiv. Seine größten Erfolge als Profi waren die Siege im Rennen Bordeaux–Angoulême 1946 und in der Rundfahrt Tour de l Òrne 1950, bei der er mehrere Etappen gewann. Insgesamt konnte er während seiner Laufbahn 210 Siege in seinen Palmares verbuchen. Zum Ende der Saison 1954 beendete er seine Laufbahn.

## Familiäres
Andre Danguillaume ist der Bruder von Camille Danguillaume, Jean Danguillaume, Roland Danguillaume und Marcel Danguillaume, die alle Radsportler waren. Er ist der Vater von Jean-Pierre Danguillaume, der 1969 die Internationale Friedensfahrt gewann, sowie von Jean-Louis Danguillaume (ebenfalls ein ehemaliger Radsportler).